# Familienbildungsstätte
Eine Familienbildungsstätte, kurz oft FBS, Fabi, aber auch Haus der Familie (HdF), Familienforum oder Elternschule genannt, ist eine Einrichtung der Erwachsenenbildung in kirchlicher, frei-gemeinnütziger oder seltener auch kommunaler Trägerschaft. Ihr Angebot richtet sich besonders an Familien, Eltern und Kinder und ist oft mit dem Angebot ortsnaher Volkshochschulen und Bildungswerke abgestimmt. In der Regel verfügt eine Familienbildungsstätte über ein eigenes Haus mit Gruppenräumen und Fachräumen für das Kursangebot.
Zum Programmspektrum von Familienbildungsstätten gehören traditionell geburts- und familienvorbereitende Kurse (siehe auch Babysitter-Diplom), Eltern-Kind-Angebote, pädagogisch-psychologische Vorträge und Kurse, Kreativ- und Freizeitangebote, Gesundheitskurse und Ernährungskurse, aber auch Selbsthilfeangebote, Angebote zur Qualifizierung von Frauen, Angebote aus den Bereichen Kunst und Gesellschaft, personenorientierte und interkulturelle Bildung sowie ortsspezifische Angebote. Besonders im Profil von Einrichtungen in kirchlicher Trägerschaft werden wertebezogene Bildung und religionspädagogische Angebote betont.
Seit einigen Jahren werden auch Großeltern und allgemein ältere Interessierte angesprochen. Projektarbeit wird insbesondere betrieben, um benachteiligte Zielgruppen besser zu erreichen.
Angebote der Familienbildung werden ergänzend und dann meist ohne spezifische Raumausstattung auch von Volkshochschulen, (kirchlichen) Bildungswerken, Kindertagesstätten und Familienzentren, Ortskulturringen, der (kirchlichen) Jugendarbeit und Jugendhilfe-Einrichtungen gemacht, häufig in gemeinsamer Zusammenarbeit.
Die Verteilung von Familienbildungsstätten im Gebiet der Bundesrepublik Deutschland weist regionale Unterschiede auf. In Nordrhein-Westfalen gibt es mehr als 150 solcher Einrichtungen, in Schleswig-Holstein über 30 Familienbildungsstätten (dort je zur Hälfte in freier und in kirchlicher Trägerschaft). Diese Verteilung hängt von der öffentlichen Förderung der Familienbildungsstätten durch die zuständigen Landesministerien ab. Die Zuständigkeit der Ministerien liegt mal beim Ressort Frauen, Familie, Soziales, mal im Ressort Kultur, Bildung und Wissenschaft. Dies ist ein Indiz für die beiden Standbeine der Familienbildungsstätten: Erwachsenenbildung und soziale Arbeit.
Der Förderauftrag ist auch in § 16 SGB VIII festgelegt. Hieraus resultiert in vielen Kommunen eine Förderung.

## Vorläufer: die Mütterschule
Als Vorläufer der heutigen Familienbildungsstätte gilt die bis in die 1960er-Jahre im deutschen Sprachraum verbreitete Mütterschule. Diese ging auf eine Grundidee von Friedrich Fröbel zurück, eine Bildungsstätte für Mädchen, Frauen und Mütter zu gründen. Die Umsetzung einer Mütterschule, um Frauen auf ihre Funktion als Mutter vorzubereiten, ihnen Anleitung zur Erziehung zu geben und eine Ausbildung zur Kinderpflegerin zu ermöglichen, wurde 1916 erstmals umgesetzt, als Luise Lampert in Stuttgart die erste Mütterschule gründete. Konkreter Anlass der Gründung war die hohe Säuglingssterblichkeit der vorangehenden Kriegsjahre. Eines der erklärten Ziele war es zudem, auch Frauen in den unteren gesellschaftlichen Schichten bürgerliche Vorstellungen über die Familie und die Rolle der Frau nahezubringen. Ende der 1920er Jahre waren Mütterschulen im deutschsprachlichen Raum weit verbreitet.
Im Nationalsozialismus veränderte sich die Bedeutung der Mütterschulen. Sie dienten vor allem nach der Gleichschaltung aller Mütterschulen durch den Reichsmütterdienst des Deutschen Frauenwerks fortan vordringlich der Verbreitung des nationalsozialistischen Frauen- und Mutterbildes, z. B. in der Reichsmütterschule Wedding.
Nach Ende des Zweiten Weltkrieges wurden daher sämtliche Mütterschulen zunächst durch die Alliierten aufgelöst, viele Mütterschulen wurden jedoch wenige Jahre später an ihre vormaligen Träger übergeben oder von kirchlichen und kommunalen Trägern neu gegründet. In den 1960er- und 1970er-Jahren wurden die Mütterschulen im Zuge der Wandlung des Frauen- und Familienbildes zunehmend zu Familienbildungsstätten umgeformt, die sich auch an Väter und Kinder als Zielgruppen richteten.